# Tổ

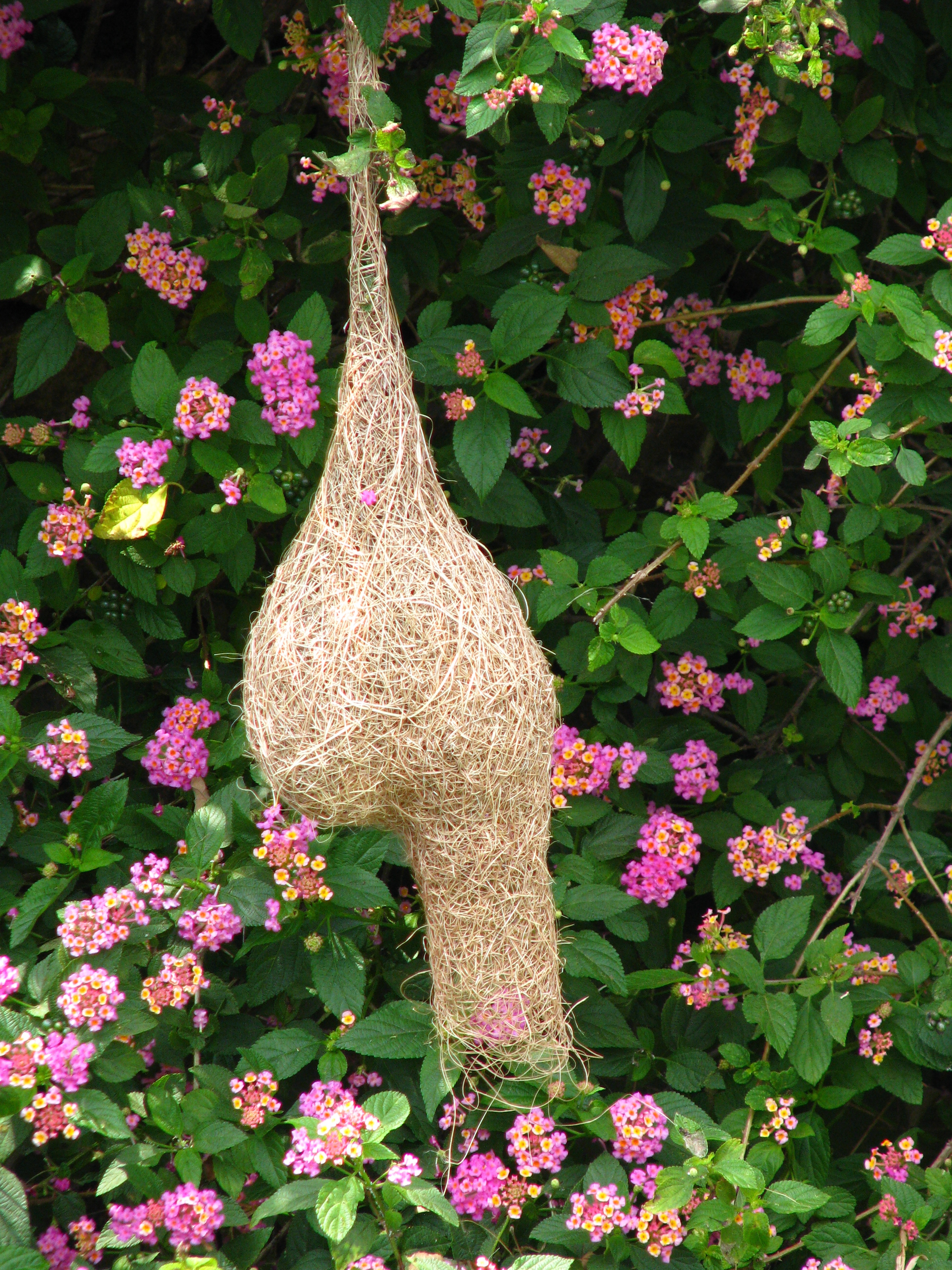
Một tổ chim

Tổ (tiếng Anh: Nest) là cấu trúc do động vật tạo ra để giữ trứng, con của chúng hoặc thỉnh thoảng là bản thân chúng. Mặc dù tổ thường có liên quan đến các loài chim, một vài lớp khác của động vật có xương sống và động vật không xương sống cũng xây tổ.